# Конопље
Породица конопљи (Cannabaceae) припада реду ружа (Rosales). Најпознатији родови који спадају овде су хмељ (Humulus) и конопља (Cannabis).

## Родови
- Aphananthe
- Cannabis
- Celtis
- Chaetachme
- Gironniera
- Humulus
- Lozanella
- Parasponia
- Pteroceltis
- Trema